# Seemannaralia
- Commons
- Wikispecies

Seemannaralia é um género botânico pertencente à família Araliaceae.
1. ↑  «Seemannaralia — World Flora Online». www.worldfloraonline.org. Consultado em 19 de agosto de 2020